# كو جونغ سو
كو جونغ سو (هانغل: 고종수) مواليد 30 أكتوبر 1978 في يوسو، جولا الجنوبية، كوريا الجنوبية، هو لاعب كرة قدم كوري جنوبي دولي سابق ومدرب حالياً، كان يلعب في مركز الوسط. سبق له أن لعب في كأس العالم لكرة القدم مع منتخب بلاده وذلك في مونديال عام 1998. لعب خلال مسيرته 144 مباراة سجل خلالها 24 هدفاً.

## النشأة
ولد في مدينة يوسو وهي مستوطنة في كوريا الجنوبية، تتبع لمقاطعة جولا الجنوبية، ودرس في مدرسة يوسو الغربية الابتدائية، ومدرسة يوسو جوبونج المتوسطة، ومدرسة كومهو الثانوية.

## المسيرة الاحترافية
صعد إلى النجومية خلال كأس العالم 1998، جنبا إلى جنب مع إي دونغ غك وأن جونغ هوان. وكان يُطلق عليه «أعظم فني في كوريا»، بسبب سرعته وركلاته الحرة الماهرة ودقة قدمه اليسرى. يمكنه اللعب في وسط الملعب وكذلك في الجناح الأيسر. وكانت مهاراته جيدة جدًا لدرجة أنه إذا ركل ركلة حرة، كان احتمال كبير أن يسجل هدفًا. كما سجل هدفًا من ركلة حرة ضد الحارس تشيلافيرت في عام 2001.
انتقل إلى نادي تشونام دراغونز مقابل خدمات كم نام إل الذي ذهب إلى نادي سوون سامسونج بلووينغز في المقابل لكنه لم يجدد العقد.
في فبراير 2009، أعلن اعتزاله.

### الأندية التي لعب لها
- سوون سامسونغ بلووينغز
- نادي كيوتو سانغا
- نادي تشونام دراغونز
- نادي دايجون

## الإحصائيات

### إحصائيات الأندية
| بيانات النادي  | بيانات النادي         | بيانات النادي                  | الدوري | الدوري  | الكأس                      | الكأس                      | كأس الدوري          | كأس الدوري          | الدرجة                     | الدرجة                     | المجموع | المجموع |
| الموسم         | النادي                | الدوري                         | الظهور | الأهداف | الظهور                     | الأهداف                    | الظهور              | الأهداف             | الظهور                     | الأهداف                    | الظهور  | الأهداف |
| كوريا الجنوبية | كوريا الجنوبية        | كوريا الجنوبية                 | الدوري | الدوري  | كأس الاتحاد الكوري الجنوبي | كأس الاتحاد الكوري الجنوبي | كأس الدوري          | كأس الدوري          | الاتحاد الآسيوي لكرة القدم | الاتحاد الآسيوي لكرة القدم | المجموع | المجموع |
| -------------- | --------------------- | ------------------------------ | ------ | ------- | -------------------------- | -------------------------- | ------------------- | ------------------- | -------------------------- | -------------------------- | ------- | ------- |
| 1996           | سوون سامسونغ بلووينغز | دوري كوريا الجنوبية لكرة القدم | 11     | 1       | ?                          | ?                          | 3                   | 0                   | -                          | -                          |         |         |
| 1997           | سوون سامسونغ بلووينغز | دوري كوريا الجنوبية لكرة القدم | 7      | 1       | ?                          | ?                          | 8                   | 2                   | ?                          | ?                          |         |         |
| 1998           | سوون سامسونغ بلووينغز | دوري كوريا الجنوبية لكرة القدم | 19     | 3       | ?                          | ?                          | 1                   | 0                   | ?                          | ?                          |         |         |
| 1999           | سوون سامسونغ بلووينغز | دوري كوريا الجنوبية لكرة القدم | 14     | 2       | ?                          | ?                          | 7                   | 2                   | ?                          | ?                          |         |         |
| 2000           | سوون سامسونغ بلووينغز | دوري كوريا الجنوبية لكرة القدم | 8      | 4       | ?                          | ?                          | 5                   | 3                   | ?                          | ?                          |         |         |
| 2001           | سوون سامسونغ بلووينغز | دوري كوريا الجنوبية لكرة القدم | 12     | 5       | ?                          | ?                          | 8                   | 5                   | ?                          | ?                          |         |         |
| 2002           | سوون سامسونغ بلووينغز | دوري كوريا الجنوبية لكرة القدم | 20     | 4       | ?                          | ?                          | 0                   | 0                   | ?                          | ?                          |         |         |
| اليابان        | اليابان               | اليابان                        | الدوري | الدوري  | كأس إمبراطور اليابان       | كأس إمبراطور اليابان       | كأس الدوري الياباني | كأس الدوري الياباني | الاتحاد الآسيوي لكرة القدم | الاتحاد الآسيوي لكرة القدم | المجموع | المجموع |
| 2003           | نادي كيوتو سانغا      | الدوري الياباني الدرجة الأولى  | 13     | 1       | 0                          | 0                          | 3                   | 1                   | -                          | -                          | 16      | 2       |
| كوريا الجنوبية | كوريا الجنوبية        | كوريا الجنوبية                 | الدوري | الدوري  | كأس الاتحاد الكوري الجنوبي | كأس الاتحاد الكوري الجنوبي | كأس الدوري          | كأس الدوري          | الاتحاد الآسيوي لكرة القدم | الاتحاد الآسيوي لكرة القدم | المجموع | المجموع |
| 2004           | سوون سامسونغ بلووينغز | دوري كوريا الجنوبية لكرة القدم | 5      | 1       | 0                          | 0                          | 0                   | 0                   | -                          | -                          | 5       | 1       |
| 2005           | نادي تشونام دراغونز   | دوري كوريا الجنوبية لكرة القدم | 11     | 1       | 0                          | 0                          | 5                   | 1                   | -                          | -                          | 16      | 2       |
| 2007           | نادي دايجون           | دوري كوريا الجنوبية لكرة القدم | 11     | 1       | 1                          | 0                          | 0                   | 0                   | -                          | -                          | 12      | 1       |
| 2008           | نادي دايجون           | دوري كوريا الجنوبية لكرة القدم | 13     | 0       | 0                          | 0                          | 3                   | 1                   | -                          | -                          | 16      | 1       |
| المجموع        | كوريا الجنوبية        | كوريا الجنوبية                 | 131    | 23      |                            |                            | 40                  | 14                  |                            |                            |         |         |
| المجموع        | اليابان               | اليابان                        | 13     | 1       | 0                          | 0                          | 3                   | 1                   | -                          | -                          | 16      | 2       |
| الإجمالي       | الإجمالي              | الإجمالي                       | 144    | 24      |                            |                            | 43                  | 15                  |                            |                            |         |         |

### إحصائيات المنتخب الوطني
| منتخب كوريا الجنوبية | منتخب كوريا الجنوبية | منتخب كوريا الجنوبية |
| العام                | الظهور               | الأهداف              |
| -------------------- | -------------------- | -------------------- |
| 1997                 | 10                   | 1                    |
| 1998                 | 16                   | 1                    |
| 1999                 | 4                    | 1                    |
| 2000                 | 3                    | 0                    |
| 2001                 | 5                    | 3                    |
| المجموع              | 38                   | 6                    |

## الأهداف الدولية
| التاريخ        | المكان                        | الخصم                    | الأهداف التي سجلها اللاعب | النتيجة               | المنافسة          |
| -------------- | ----------------------------- | ------------------------ | ------------------------- | --------------------- | ----------------- |
| 25 يناير 1997  | سيدني، أستراليا               | نيوزيلندا                | هدف واحد                  | 3-1                   | 1997 بطولة أوبوس  |
| 29 يناير 1998  | بانكوك، تايلاند               | تايلاند                  | هدف واحد                  | 2-0                   | كأس ملك تايلاند   |
| 5 يونيو 1999   | سيول، كوريا الجنوبية          | بلجيكا                   | هدف واحد                  | 1-2                   | مباراة ودية       |
| 24 يناير 2001  | هونج كونج                     | النرويج                  | هدف واحد                  | 2-3                   | كأس كارلسبرغ 2001 |
| 27 يناير 2001  | هونج كونج                     | باراغواي                 | هدف واحد                  | 1-1 (6-5 ركلات ترجيح) | كأس كارلسبرغ 2001 |
| 11 فبراير 2001 | دبي، الإمارات العربية المتحدة | الإمارات العربية المتحدة | هدف واحد                  | 4-1                   | بطولة دبي 2001    |

## الإنجازات
نادي سوون سامسونغ بلووينغز
- دوري كوريا الجنوبية لكرة القدم (3): 1998، 1999، 2004
- كأس الاتحاد الكوري الجنوبي (1): 2002
- كأس الرابطة الكورية (4)
- كأس السوبر الكوري (2): 1999، 2000
- دوري أبطال آسيا (2): 2000-2001، 2001-2002
- كأس السوبر الآسيوي (2): 2001، 2002

## روابط خارجية
- كو جونغ سو على موقع الاتحاد الدولي (مؤرشف)  (الإنجليزية)
- كو جونغ سو على موقع رابطة كرة القدم اليابانية للمحترفين (اليابانية)
- كو جونغ سو على موقع دوري كوريا الجنوبية (الإنجليزية)
- كو جونغ سو على موقع قاعدة بيانات كرة القدم.إي يو (الإنجليزية)
- كو جونغ سو على موقع ناشيونال فوتبول تيمز (الإنجليزية)
- كو جونغ سو على موقع أوليمبيديا (الإنجليزية)
- J.League Data Site (باليابانية)